# マティアス・ガラフリック
マティアス・ガラフリック（Matías Garafulic、2000年9月1日 - ）は、スーペル・ラグビー・アメリカス、セルクナムに所属するラグビーユニオン選手。

## プロフィール
- チリサンティアゴラス・コンデス出身[1]。
- ポジションはウィング(WTB)、センター(CTB)。
- 身長 183cm、体重 90kg
- 7人制チリ代表に選ばれたことがある[2]。
- チリ代表キャップは17（2024年12月現在）でラグビーワールドカップ2023のチリ代表に選ばれた[3]。

## 略歴
2020年、セルクナムに加入。